# Российско-южноафриканские отношения
Российско-южноафриканские отношения — двусторонние дипломатические отношения между Россией и Южно-Африканской Республикой. Обе страны входят в БРИКС. Объём двусторонней торговли в 2012 году сравнительно скромен — 965,1 млн долларов, в том числе российский экспорт — 278,7 млн долларов. Доля ЮАР во внешнеторговом обороте России в 2012 году составила 0,1 % (наименьший показатель среди стран БРИКС).

## История
Первым официальным представителем России на юге Африки был Томас Тальбот Гарингтон, предприниматель и морской капитан в отставке, который в 1818 году был утвержден британским принцем-регентом в качестве внештатного консула Российской империи на мысе Доброй Надежды.
В 1898 году Российская империя установила консульские отношения с Трансваалем. После потери Трансваалем независимости и вхождения в Британскую империю на его территории больше не было российских штатных консулов.
В 1942 году СССР и Южно-Африканский Союз установили консульские отношения. Было открыто советское генеральное консульство в Претории, торговое представительство в Йоханнесбурге и консульское агентство в Кейптауне. Однако южноафриканское консульство в Москве открыто не было, а в начале 1956 года власти ЮАС заявили о разрыве консульских отношений с СССР.
С конца 1980-х годов советская дипломатия, продолжая сотрудничество с Африканским национальным конгрессом, начала взаимодействовать также и с представителями правящих кругов ЮАР. В феврале 1991 года были созданы секции интересов СССР и ЮАР при посольствах Австрии в Претории и Москве соответственно, а в ноябре 1991 года было заключено соглашение о возобновление консульских отношений между СССР и ЮАР.
Дипломатические отношения между Российской Федерацией и ЮАР были установлены 28 февраля 1992 года. В этом же году с официальным визитом Россию посетил президент ЮАР Фредерик де Клерк.
Важным событием в истории двусторонних отношений стал официальный визит Владимира Путина в ЮАР в сентябре 2006 года (первое в истории посещение части Африки южнее Сахары руководителем российского государства). В ходе визита были подписаны Договор о дружбе и партнёрстве между Россией и ЮАР, а также ряд межправительственных соглашений.
В октябре 2022 года, на фоне российского вторжения на Украину, пресс-секретарь президента ЮАР Сирила Рамафосы Винсент Магвенья, комментируя одобренное правительством разрешение на вход в порт Кейптауна яхты российского бизнесмена Алексея Мордашова, заявил, что у ЮАР нет юридических обязательств соблюдать санкции введенные США и ЕС. ЮАР, намерен соблюдать только те ограничения, которые «конкретно приняты ООН». 30 марта 2023 года в МИД ЮАР заявили, что ЮАР не собирается разрывать отношения с Россией по желанию третьих стран, назвав при этом Россию исторически другом. Однако после объявления ордера на арест Путина стало известно о нежелании видеть разыскиваемого президента России в ЮАР, иначе им придётся арестовать Путина.

## Торговля
Товарооборот двух стран в 2012 году составил 965,1 млн долларов.
Основные статьи российского экспорта — сырая нефть, минеральные удобрения, телекоммуникационное оборудование, пшеница, непромышленные алмазы.
ЮАР поставляет в Россию продовольствие (виноград, вина, яблоки, джемы и т. п.), марганцевые и хромовые руды, ферросплавы, различное оборудование.

## Военно-техническое сотрудничество
В феврале 2023 года в Индийском океане, в акватории от города Дурбан до залива Ричардс-Бей, прошли совместные военные учения военно-морских сил России, Китая и ЮАР.

## Послы

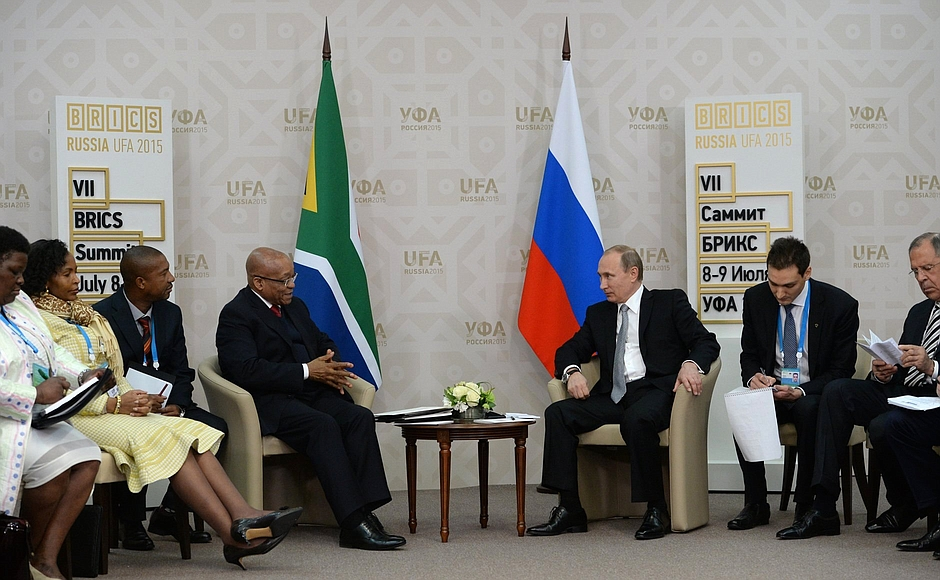
Встреча Владимира Путина с президентом ЮАР Джейкобом Зумой.

Посол России в ЮАР — Роман Евгеньевич Амбаров (с 6 сентября 2024 года); генеральный консул России в Кейптауне — Алексей Владимирович Маленко (с 19 февраля 2021).
Посол ЮАР в России — Мзувукиле Джефф Макетука (с 18 мая 2021), почётный консул ЮАР во Владивостоке — гражданин России Юрий Иванович Сиваченко (с 19 октября 2009).